# 茨城県立水戸農業高等学校
茨城県立水戸農業高等学校（いばらきけんりつ みとのうぎょうこうとうがっこう）は、茨城県那珂市に所在する公立の農業高等学校。略称は「水農（すいのう）」。
以前は水戸市内にあったが那珂市に移転し、旧校地には茨城県立歴史館が建つ（同館敷地には「旧水戸農業高等学校本館」が保存されている）。また、茨城県内では水戸第一高校の次に古い高校である。

## 沿革
- 1895年（明治28年）
  - 4月1日 - 茨城県中央農事講習所として水戸市南三の丸（現在の水戸警察署付近）に開所。
  - 4月26日 - 講習開始（創立記念日）[2]。
- 1896年（明治29年）4月1日 - 茨城県簡易農学校に改称。
- 1899年（明治32年）5月27日 - 茨城県農学校に改称。
- 1900年（明治33年）6月13日 - 水戸市緑町の新校舎に移転。
- 1901年（明治34年）5月30日 - 茨城県立農学校に改称。
- 1923年（大正12年）4月1日 - 茨城県立水戸農学校に改称。
- 1948年（昭和23年）4月1日 - 学制改革により、茨城県立水戸農業高等学校に改称。
- 1950年（昭和25年）4月11日 - 東茨城郡石塚町に石塚分校を設置[3]。昼間定時制農業科、定員50名。
- 1959年（昭和34年）4月 - 石塚分校に全日制普通科を設置し、定時制農業科募集停止[4]。
- 1963年（昭和38年）4月1日 - 石塚分校が独立し、茨城県立常北高等学校となる。
- 1970年（昭和45年）2月18日 - 那珂市東木倉（現在地）に移転完了。
- 1987年（昭和62年）4月1日 - 農蚕科募集停止。
- 1989年（平成元年）4月1日 - 農業経済科新設。
- 1992年（平成4年）4月1日 - 生活科募集停止、生活科学科新設。
- 1995年（平成7年）11月7日 - 創立100周年記念式典。

## 部活動
運動部
相撲部、硬式野球部、ラグビー部、サッカー部、柔道部、卓球部、体操部、ソフトテニス部、バレーボール部、剣道部、陸上競技部、ゴルフ部、馬術部、硬式テニス部、バスケットボール部、定時制運動部、水泳部
文化部
文芸部、書道部、音楽部、写真部、インターアクト部、軽音楽部、映画研究部、図書部、将棋・囲碁部、茶道部、JRC部、美術部、陶芸クラブ、国際教育部、ワープロ簿記部

## 著名な出身者
（生年順）
- 池田良介（技術者）
- 立花留治（日立市長）
- 川島義明（長距離走選手）
- 飯島秀雄（プロ野球選手・短距離走選手）※中退
- 大高松男（衆議院議員）
- 中村均（柔道家）
- 武双山正士（大関、藤島親方）
- 雅山哲士（大関、二子山親方）
- 駒木根葵汰（俳優）